# Wappen der Stadt Rodewisch
Das Wappen der vogtländischen Stadt Rodewisch ist ein Hoheitszeichen von Rodewisch im sächsischen Vogtlandkreis. Die Stadt führt auch eine Flagge.

## Blasonierung
„In Silber ein rotes Tuch mit Fransen und Zierschleifen, darin drei goldene Kegel, in der Mitte der ‚König‘.“
Die Blasonierung bezieht sich dabei auf das erste Wappen der Stadt, wie es bis zum Stadtratsbeschluss von 2018 Gültigkeit besaß. Im neuen Wappen sind weder Fransen noch Zierschleifen zu sehen und auch die Kegel sind nicht in Gold, sondern in Silber gehalten.

## Geschichte

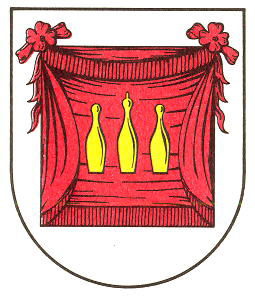
Wappen von Rodewisch
(1924 – 2018)

Rodewisch erhielt das Wappen kurz nach Stadtrechtsverleihung am 8. Mai 1924 im Jahr 1925. Die Symbolik erinnert an den in der Stadt beliebten Kegelsport. Dabei wurde das rote Tuch – der rote Wisch – früher jährlich zur Kirmes als Ehrenpreis ausgekegelt. Die Kegel als Siegelbestandteil sind indes älter, wie eine unten abgebildete Siegelmarke von 1920 zeigt.
Der Stadtrat von Rodewisch beschloss 2018 dieses Stadtwappen durch eine modernisierte vereinfachte Form zu ersetzen. Die Stadt Rodewisch gibt dafür diese Begründung an: „Die Wappenfassung von damals wirkte antiquiert und war nicht mehr zeitgemäß.“ Viele Bürger der Stadt teilen diese Ansicht nicht. Auch der Stadtrat lehnte das jetzige Wappen zunächst ab. Kritisiert wurde einerseits der halbrunde Schild und andererseits, dass der Faltenwurf nicht mehr erkennbar sei. Der Stadtrat fasste daraufhin zunächst auf Vorschlag eines Stadtrates folgenden Beschluss:

„Der Stadtrat beschließt, daß das Wappen in der vorliegenden Form zum Einsatz kommt, wenn nicht diese geschwungene Form [d. h. der spanische Schild] graphisch umsetzbar ist.“

| Beschlußnummer | anwesend  | Für | Gegen | Enthaltung |
| SR/59/2018     | 14 von 17 | 12  | 1     | 1          |

Das Sächsische Staatsarchiv, das dem alten Wappen einen zu hohen Abstraktionsgrad attestierte, setzte aber gegen den Willen der Stadträte einen spanischen Schild durch. Auch andere Vorschläge des Stadtrats vom 26. April und 27. September 2018 wurden missbilligt. Nachdem der Stadtrat am 27. September 2018 den Wappenentwurf in der ursprünglichen Form ablehnte, wurde am 22. November 2018 nach mehrmaligem E-Mail-Verkehr zwischen Stadt und Archiv doch zugestimmt, allerdings nach wie vor nur mit relativer Mehrheit.
| Beschlußnummer | anwesend  | Für | Gegen | Enthaltung |
| SR/75/2018     | 16 von 17 | 7   | 3     | 6          |

## Weitere Hoheitszeichen
Rodewisch führt eine weiß-rote Bikolore mit aufgelegtem Stadtwappen.

Das Dienstsiegel der Stadt ist ein Kreis mit mittigem Stadtwappen und der Umschrift „Stadt Rodewisch“ (oben) und „Bürgermeister “ (bzw. Bürgermeisterin) (unten).

historische Siegelmarken der Gemeinde Rodewisch
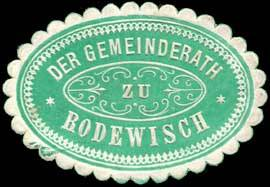
Siegelmarke (3 × 4 cm)
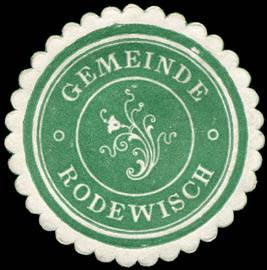
Siegelmarke (4 cm)
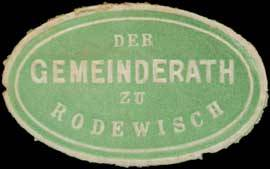
Siegelmarke (3 × 4 cm)
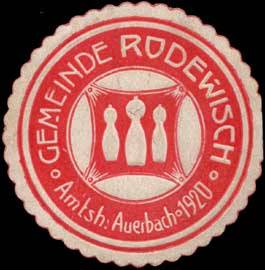
Siegelmarke (4 × 4 cm; 1920)
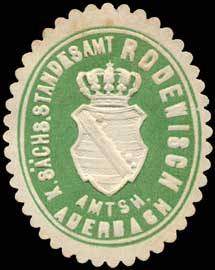
Siegelmarke (3 × 4 cm; vor 1918)

## Belege
1. ↑  Heinz Göschel (Hrsg.): Lexikon Städte und Wappen der DDR. 2., neubearbeitete  Auflage. VEB Bibliographisches Institut Leipzig, 1984, Lizenznummer 433-130/98/84, S. 381.
2. ↑  Rodewisch.de Beschluss und Abbildung des Wappens, Abruf am 21. September 2020.
3. ↑  Rodewischs neues Stadtwappen steht | Freie Presse - Auerbach. Abgerufen am 20. Oktober 2021.
4. ↑  Beschlussvorlage 20/34/2018 des Rodewischer Stadtrates vom 27. September 2018
5. ↑  Beschlussvorlage 20/44/2018 des Rodewischer Stadtrates vom 22. November 2018
6. ↑  Stadt Rodewisch - Stadtrat. Abgerufen am 18. Mai 2022.
7. ↑  Stadt Rodewisch - Stadtrat. Abgerufen am 18. Mai 2022.